# کالموفکا
کالموفکا (انگلیسی: Kalmovka) یک شهرک در شهرستان کارماسکالینسکی استان باشقیرستان کشور روسیه است.